# Bibliothèque du film
Pour l’article homonyme, voir BiFi (snack).
La Bibliothèque du film ou BiFi était une institution française (association loi de 1901 créée en décembre 1992) consacrée au cinéma. Elle regroupait et conservait des collections provenant des Archives françaises du film, de la Cinémathèque française, de l’IDHEC et de la FEMIS.

## Le fonds de la BIFI
En 2001, le fonds documentaire de la BiFi était composé de :  12780 ouvrages ; 427 périodiques, 13750 affiches, 10000 dessins de costumes et de décors, 2370 vidéos (films de fiction et documentaires sur le cinéma), 350 000 photographies pour plus de 20 000 film et plus de 6000 réalisateurs; 149 fonds d'archives (scénarios, notes de tournage, correspondances ...) et 14630 revues de presse.

## Fusion de la BiFi et de la Cinémathèque française
La fusion de la BiFi et de la Cinémathèque française a été décidée en janvier 2007, à la suite du départ de cette dernière du palais de Chaillot. Installée désormais dans un vaste bâtiment construit par l'architecte Frank Gehry au 51, rue de Bercy dans le 12e arrondissement de Paris, la nouvelle structure comprend  un centre de documentation, une médiathèque et des espaces d'exposition consacrés au patrimoine cinématographique français et étranger.
Le site internet de la Bifi est fermé depuis le 31 décembre 2013.